# 黃宗晦
黃宗晦（1368年—？年），一作黃宗敏，字克復，四川嘉定州邛縣人，明朝政治人物。

## 生平
治《書經》，建文二年（1400年）庚辰科第二甲第十九名進士。授給事中。

## 家族
曾祖黃濟，祖黃琦，父黃思誠，母楊氏。